# Peter Friedrich Curie

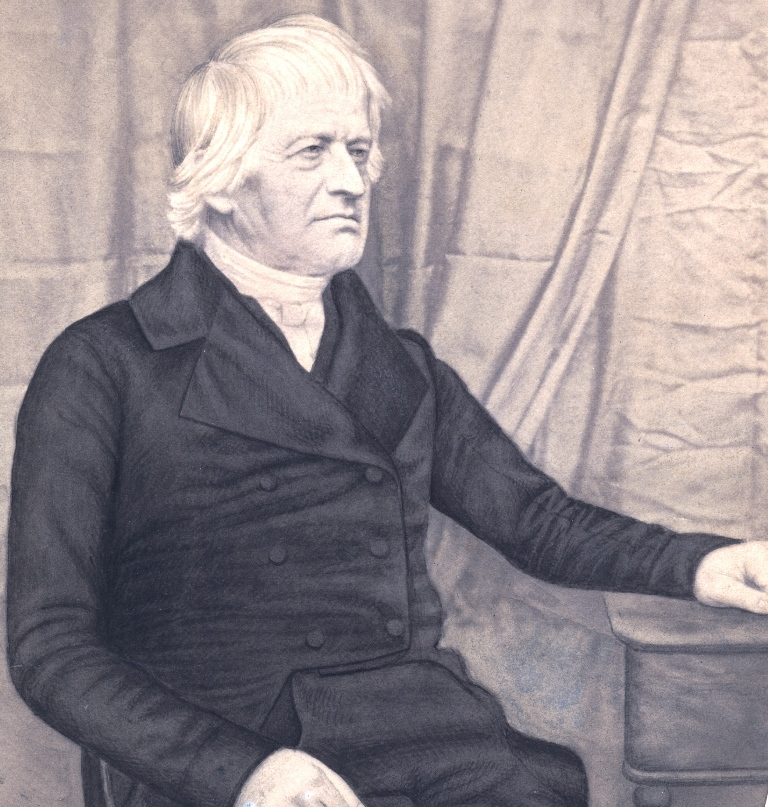

Peter Friedrich Curie (* 28. Juni 1777 in Montmirail, Preußen; † 19. Februar 1855 in Berthelsdorf, Königreich Sachsen) war ein französisch-deutscher Theologe und Bischof der Evangelischen Brüder-Unität.

## Leben
Curie wurde als Sohn von Pierre Curie (* 28. Juli 1738 in Montbéliard; † 8. März 1798 in Montmirail) und Marie Curie, geb. Quellet (* 6. Oktober 1748 in Montécheroux; † 24. März 1799 in Neuwied) im Schloss Montmirail geboren, wo seine Eltern Hauseltern des dortigen Mädcheninternats der Brüdergemeine waren.
Curie besuchte die Knabenanstalt der Brüdergemeine in Neuwied  (1785–1790), das Pädagogium in Barby (1790–1795) und das Theologisches Seminar der Brüdergemeine in  Niesky (1795–1798). Es folgten Tätigkeiten als Lehrer in verschiedenen Schulen der Brüdergemeine in Niesky, Barby und Kleinwelka.  Am 18. Mai 1804 wurde er in Niesky zum Diakon ordiniert.
Am 15. Mai 1812 heiratete er in Herrnhut Friederike Auguste Euphrosine Baumeister (* 4. August 1786 in Barby; † 27. August 1822 in Niesky) und wurde als Inspektor der Mädchenschule in seinem Geburtsort, Montmirail, berufen.  Im Jahr 1821 wurde er Gemeinhelfer (Pfarrer) der Brüdergemeine in Niesky, dort starb seine Frau im folgenden Jahr. Am 7. Mai 1823 heiratete der Witwer in Niesky die verwitwete Dorothea Rieß, geb. Uh (* 27. März 1783 in Kleinwelka; † 20. März 1865 in Berthelsdorf), am folgenden Tag wurde er zu einem Presbyter ordiniert.
Auf der Generalsynode der Brüder-Unität im Jahr 1825 in Herrnhut wurde Curie überraschend in die Kirchenleitung (Unitätsältestenkonferenz) sowie zum Bischof gewählt und am 18. August 1825 durch die Bischöfe Karl August Baumeister, Gottlob Martin Schneider und Frederick William Foster ordiniert.
Bis zu seinem Ruhestand im Jahr 1854 war er Mitglied der Kirchenleitung, im Jahr 1836 Präses der Generalsynode und ab 1840 Vorsitzender der Kirchenleitung. 

## Werke
Peter Friedrich Curie war auch als Botaniker tätig, sein Bestimmungsbuch erlebte zehn Auflagen.
- P. F. Cürie: Anleitung die wildwachsenden Pflanzen auf eine leichte und sichere Weise durch eigene Untersuchung zu bestimmen. Görlitz 1823.
- P. F. Cürie: Anleitung die mittleren und nördlichen Deutschland wachsenden Pflanzen auf eine leichte und sichere Weise durch eigene Untersuchung zu bestimmen. 2., sehr vermehrte Auflage, Görlitz 1828.